# Eois muscosa
Eois muscosa är en fjärilsart som beskrevs av Paul Dognin 1910. Eois muscosa ingår i släktet Eois och familjen mätare. Inga underarter finns listade i Catalogue of Life.